# Den Kongelige Ballet

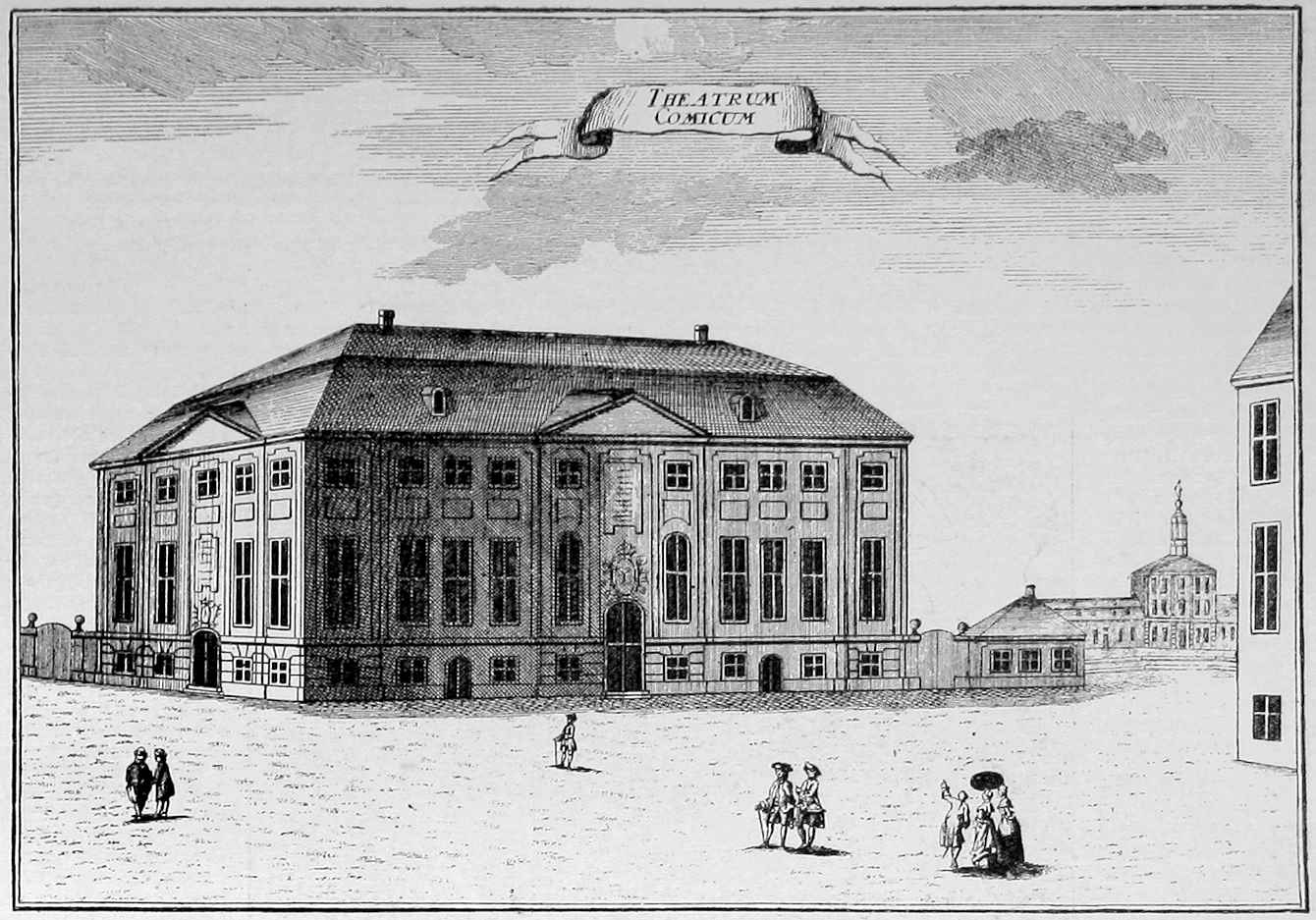
Den Kongelige Teater 1748

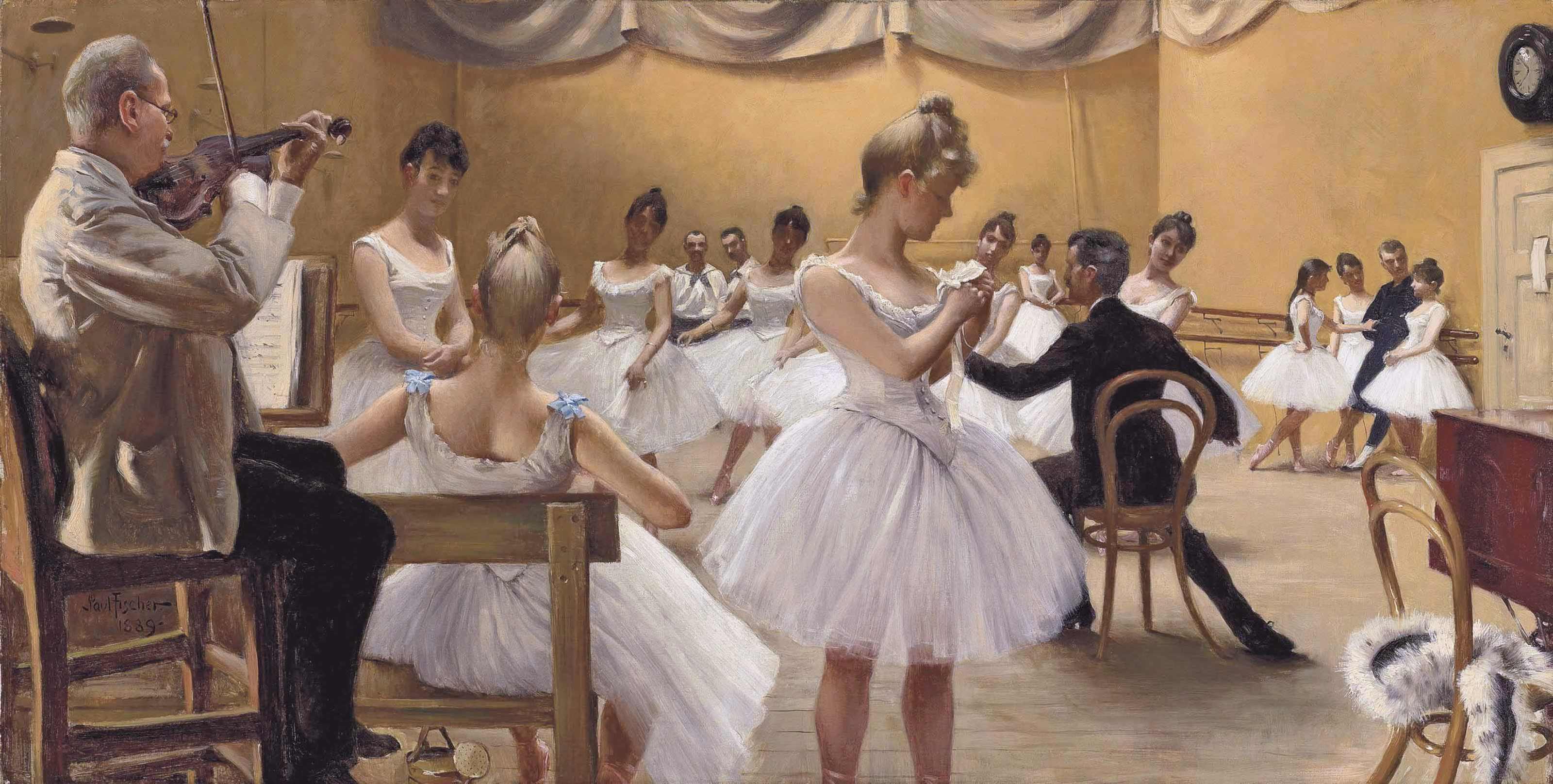
P. G. Fischer: Ballettschule

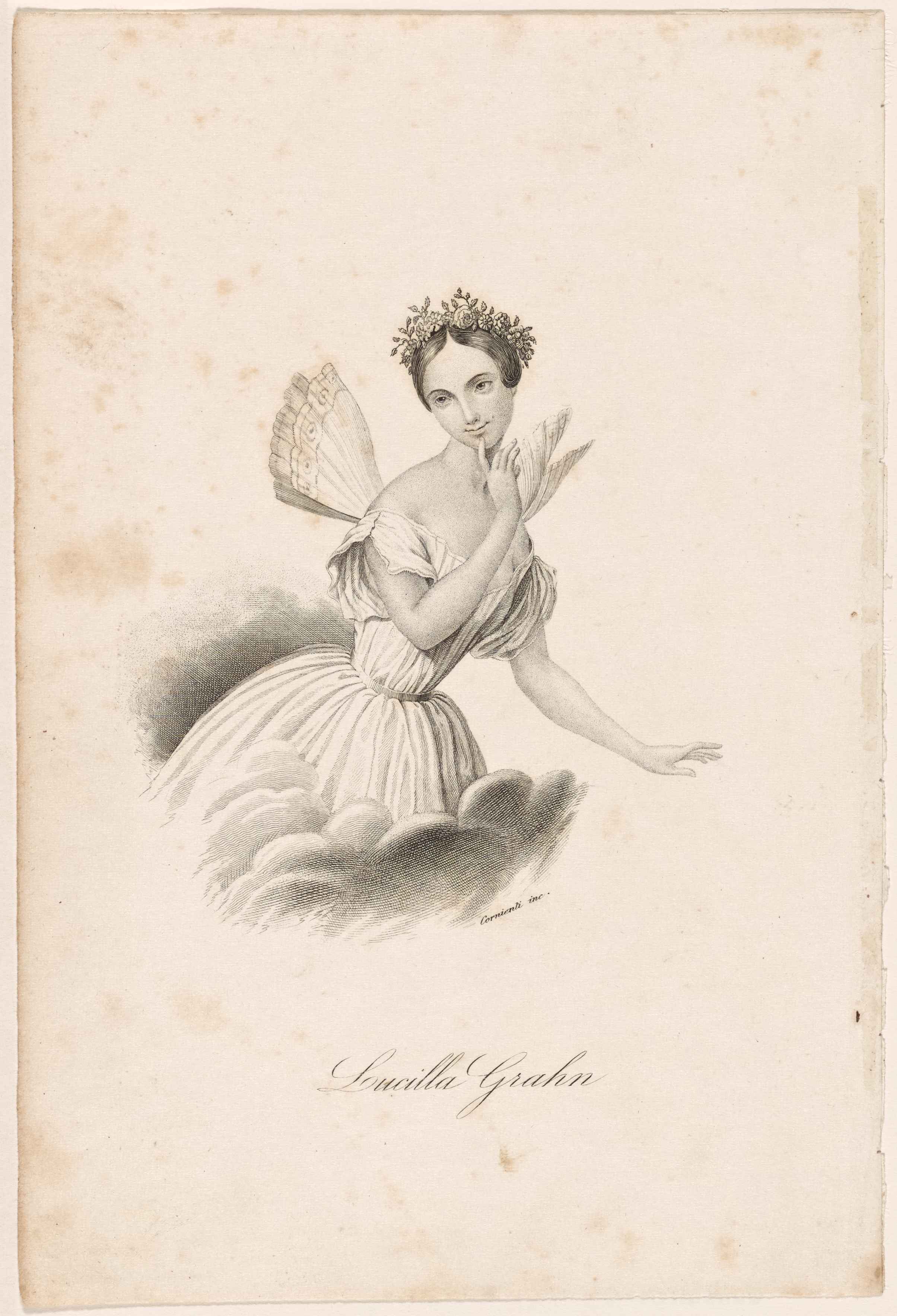
Lucille Grahn (Den Kongelige Ballet)

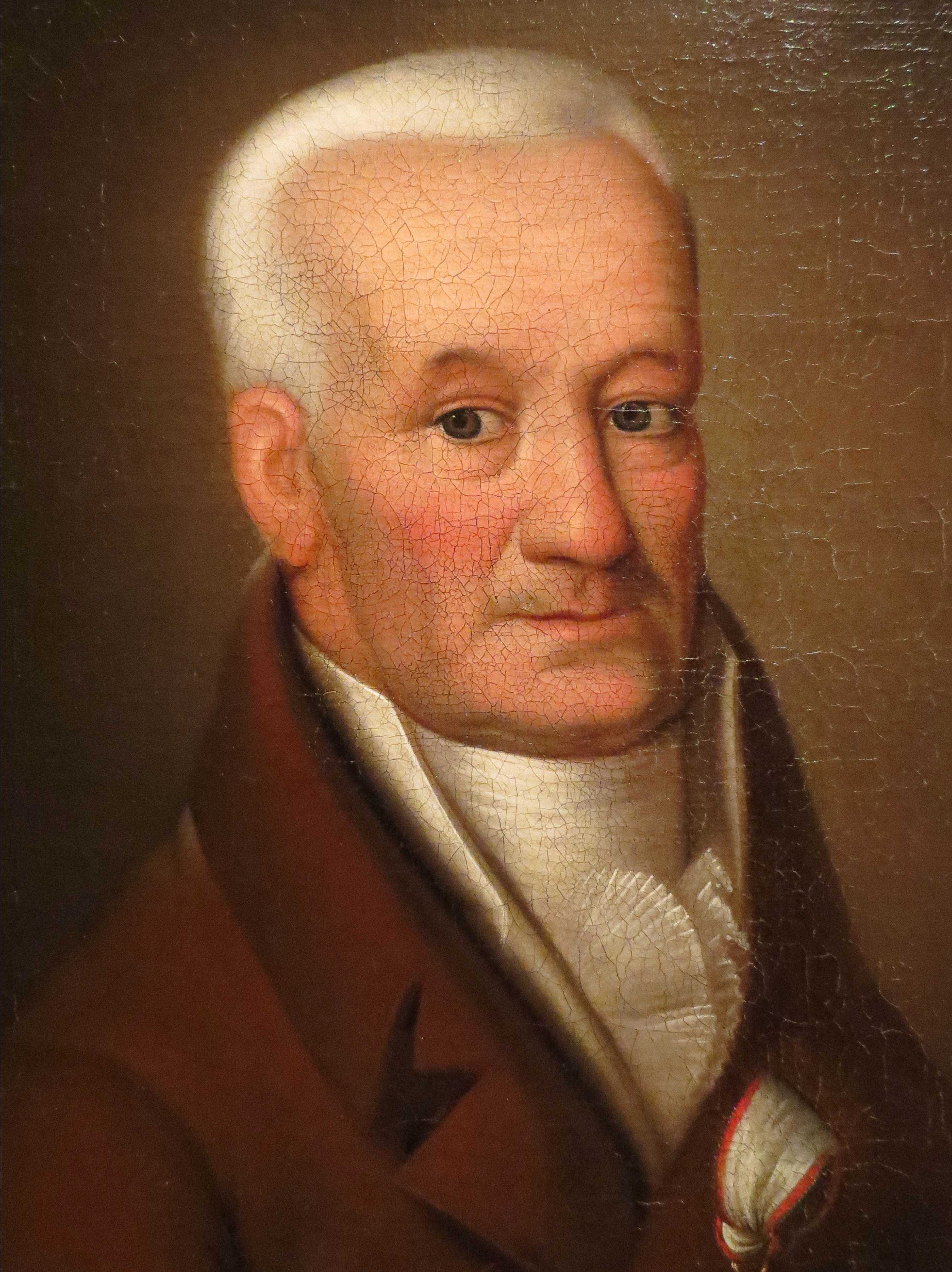
Vincenzo Galeotti

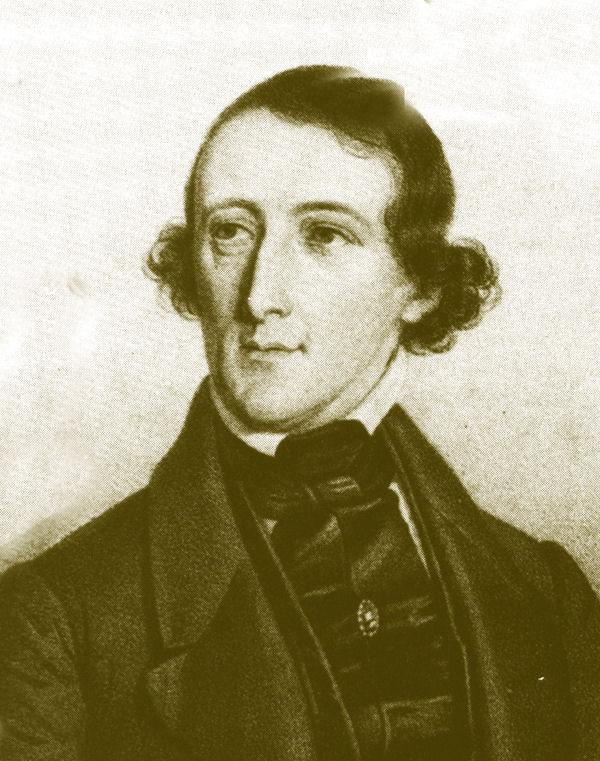
August Bournonville 1841

Den Kongelige Ballet (deutsch: Das königliche Ballett) ist eine Ballett-Truppe des Königreichs Dänemark in der Hauptstadt Kopenhagen.

## Geschichte
Den Kongelige Ballet ist eine der ältesten Ballett-Truppen der Welt. Ihr Ursprung geht auf das Jahr 1748 zurück, als das Königliche Dänische Theater gegründet wurde.
Die Kompagnie wurde schließlich 1771 als Reaktion auf die große Beliebtheit der französischen und italienischen Tanzarten ins Leben gerufen. Das königliche dänische Theater ist seit seiner Gründung der Schauplatz der Truppe.
Zu den einflussreichsten Choreographen und Tanzpädagogen gehörten Antoine und August Bournonville.

## Ballettmeister
- 1748–1753 Des Larches
- 1755–1756 Neudin
- 1756–1763 Antonio Como
- 1763–1767 Antonio Sacco
- 1767–1768 Jean Baptiste Martin
- 1768–1770 Innocente Gambuzzi
- 1770–1771 Martini
- 1771–1772 Vincenzo Piatolli
- 1772–1773 Domenico Andriani
- 1773–1775 Vincenzo Piatolli
- 1775–1816 Vincenzo Galeotti
- 1816–1823 Antoine Bournonville
- 1823–1830 Pierre Larcher
- 1836–1862 August Bournonville
- 1862–1863 Gustave Carey
- 1863–1877 August Bournonville
- 1877–1890 Ludvig Gade
- 1890–1894 Emil Hansen
- 1894–1915 Hans Beck
- 1915–1928 Gustav Uhlendorff
- 1928–1930 Kaj Smith
- 1930–1932 Victor Schiøler
- 1932–1951 Harald Lander
- 1951–1956 Niels Bjørn Larsen
- 1956–1958 Frank Schaufuss
- 1958–1960 Henning Rohde
- 1961–1965 Niels Bjørn Larsen
- 1966–1978 Flemming Flindt
- 1978–1985 Henning Kronstam
- 1985–1994 Frank Andersen
- 1994–1995 Peter Schaufuss
- 1995–1997 Johnny Eliasen
- 1997–1999 Mariana Gielgud
- 1999–2002 Aage Thordal-Christensen
- 2002–2008 Frank Andersen
- seit 2008 Nikolaj Hübbe